# Aiboa

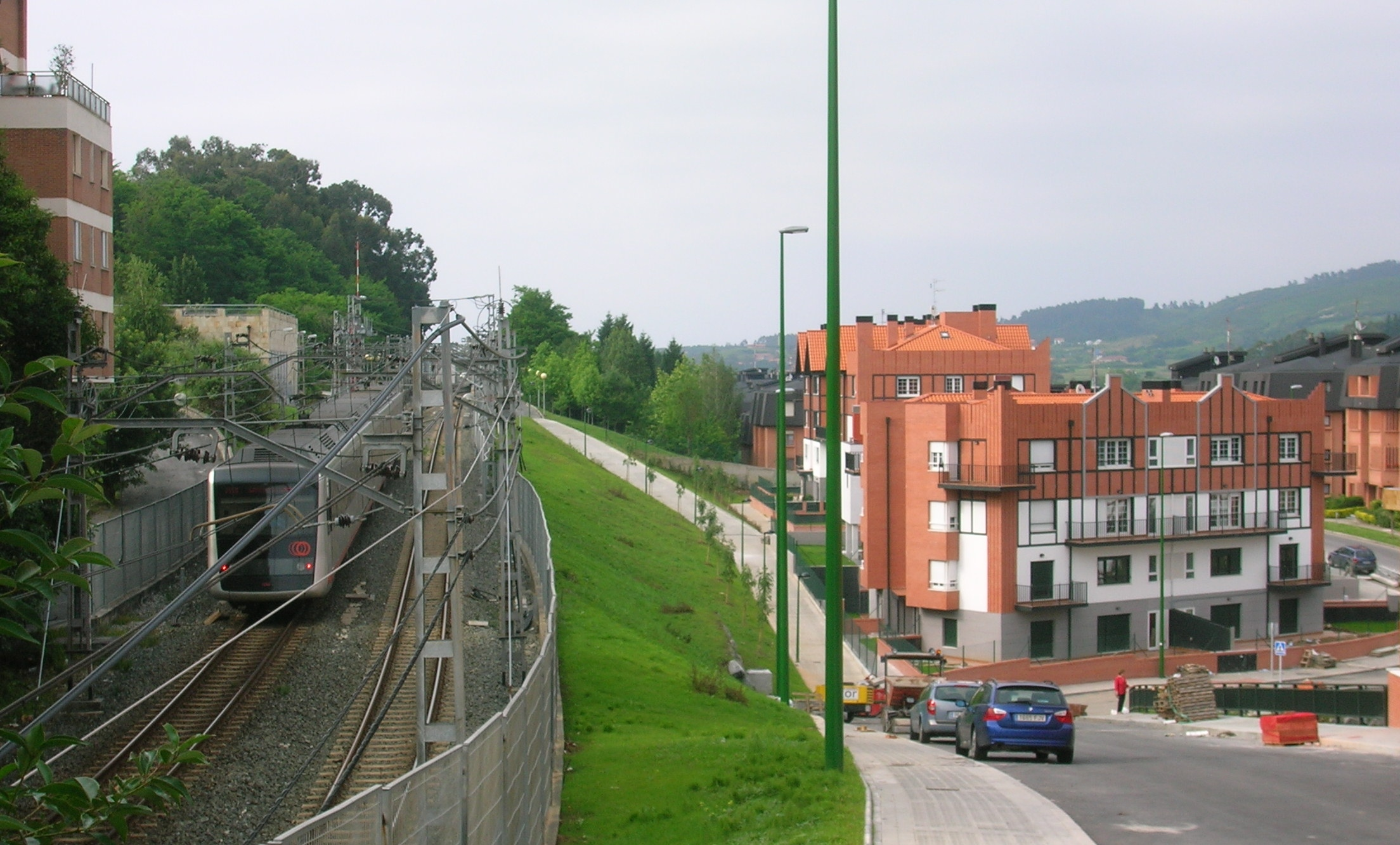
Getxo Neguri Aiboa (2007)

Aiboa es un núcleo urbano de la localidad vizcaína de Guecho, más concretamente entre las poblaciones de Neguri y Algorta. Se caracteriza por ser una ciudad dormitorio ya que la mayoría de habitantes trabaja en la ciudad más próxima, Bilbao.[cita requerida]

## La estación
Aiboa es conocido por la mayoría de los habitantes de localidades contiguas por la boca de metro que se encuentra en el centro de la localidad y que lleva su mismo nombre, estación de Aiboa. En esta parada tres encapuchados colocaron un artefacto incendiario que explotó causando graves daños materiales el 27 de noviembre de 2009 en un acto de kale borroka.
Además, la Estación de Aiboa ha marcado la estética de la localidad tras la construcción de un ascensor externo para facilitar el acceso a los numerosos usuarios de este transporte público.

## Vida social
Aiboa cuenta con una gran variedad de locales que hacen que sus habitantes no tengan que ir muy lejos para poder hacer su vida normal. 